# Мисьленцин (Вармінсько-Мазурське воєводство)
Мисьленцин (пол. Myślęcin, нім. Meislatein) — село в Польщі, у гміні Ельблонґ Ельблонзького повіту Вармінсько-Мазурського воєводства.
Населення — 112 осіб (2011).
У 1975-1998 роках село належало до Ельблонзького воєводства.

## Демографія
Демографічна структура станом на 31 березня 2011 року:
|          | Загалом | Допрацездатний вік | Працездатний вік | Постпрацездатний вік |
| -------- | ------- | ------------------ | ---------------- | -------------------- |
| Чоловіки | 55      | 10                 | 42               | 3                    |
| Жінки    | 57      | 11                 | 32               | 14                   |
| Разом    | 112     | 21                 | 74               | 17                   |